# Melissodes bidentis
Melissodes bidentis är en biart som beskrevs av Cockerell 1914. Melissodes bidentis ingår i släktet Melissodes och familjen långtungebin. Inga underarter finns listade i Catalogue of Life.